# 15397 Ksoari
15397 Ksoari (1997 UK7) là một tiểu hành tinh vành đai chính được phát hiện ngày 27 tháng 10 năm 1997 by Starkenburg Observatory ở Heppenheim.